# Francisco Basarte Alvero
Francisco Basarte Alvero (Cintruénigo, 1884 - ?) fue un organista, director y compositor navarro.

## Biografía
Hijo de  Alejo Basarte y Cándida Alvero. Su padre era músico y fue el director de la Banda de Música de Cintruénigo, que tras su muerte Francisco ocupó el puesto de director de la Banda. Se casó con Vicenta Armendáriz y tuvieron seis hijos.
Tras la muerte de su padre, en 1901, además de sustituirle en la dirección de la banda de música, también cogió su puesto de organista en la parroquia de Cintruénigo hasta alrededor de 1940. Se dedicó a la iglesia y a la vida municipal, llegó a ser parte del Ayuntamiento en varias ocasiones y dirigió la Banda de Música local Santa Cecilia. En 1918, participaron en el Concurso Regional de Bandas de Música Civiles que se celebrara en Pamplona. De tal concurso obtuvieron el segundo premio en el concurso de Honor y primer accésit en ejecución.
Francisco y su padre compusieron la música de la Novena a la Virgen de la Paz que se celebra en Cintruénigo.